# Superiore anno
Superiore anno é uma encíclica do Papa Leão XIII sobre a recitação do Rosário, publicada em 30 de agosto de 1884. Foi publicada um ano depois da encíclica Supremi apostolatus officio, sendo sua segunda encíclica sobre o Rosário.
O Papa reiterou a sua exortação expressa na Supremi apostolatus officio do ano anterior para que sejam realizadas devoções especiais do rosário durante todo o mês de outubro, particularmente à luz do recente surto de cólera que se espalhou pelos portos. Ele modificou ainda o decreto do ano anterior: "Como desejamos também consultar os interesses daqueles que vivem em distritos rurais e são impedidos, especialmente no mês de outubro, por seus trabalhos agrícolas, permitimos tudo o que decretamos acima e também as santas indulgências ganháveis no mês de outubro, adiadas para os meses seguintes de novembro ou dezembro, segundo a prudente decisão dos Ordinários”.